# Andrzej Dyakowski
Andrzej Dyakowski (ur. 1 czerwca 1936 w Krakowie, zm. 14 stycznia 2020 w Sopocie) – polski malarz, profesor ASP w Gdańsku.

## Życiorys
Urodził się w rodzinie Jana (1904–1971), ostatniego właściciela majątków Masłomiąca i Młodziejowice, i Zofii ze Skąpskich (1911–1980). Brat Przemka Dyakowskiego, saksofonisty jazzowego, Pawła (1940–1945) i Elżbiety (1944–2021), scenografki. Ukończył szkołę podstawową i technikum budowlane w Zakopanem. Maturę zdał w 1958. Po odbyciu służby wojskowej w lotnictwie Marynarki Wojennej, w 1961 zamieszkał w Sopocie, gdzie pracował jako kreślarz w biurze projektowym. Od 1964 studiował na Wydziale Malarstwa Państwowej Wyższej Szkoły Sztuk Pięknych w Gdańsku (od 1996: ASP w Gdańsku). Dyplom, w specjalności malarstwo architektoniczne, uzyskał w 1969 w pracowni prof. Władysława Jackiewicza. W latach 1969–2008 pracował na macierzystej uczelni kolejno jako asystent stażysta, asystent, starszy asystent, adiunkt, docent (od 1988), profesor uczelniany (od 1991) i profesor tytularny (od 1997). Od 1978 do 1989 samodzielnie prowadził Pracownię Malarstwa i Rysunku w Studium Pedagogicznym PWSSP, a od 1983 pracownię Specjalizacji Malarstwa Ściennego (od 1991 jako jej kierownik).
Od 1969 członek Związku Polskich Artystów Plastyków. W latach 1995–2006 wchodził w skład Kapituły Nagrody Artystycznej Prezydenta Miasta Gdyni.
Zmarł w Sopocie, pochowany 1 lutego 2020 w rodzinnym grobie na cmentarzu parafii św. Jakuba Apostoła w Więcławicach Starych k. Krakowa (sektor B-11-7A-7B-7C).

## Życie prywatne
Córka Ewa Dyakowska-Berbeka, żona himalaisty Macieja Berbeki, była artystką malarką, graficzką i scenografem Teatru im. S.I. Witkacego w Zakopanem, syn Łukasz (ur. 1971), jest nauczycielem. 

## Odznaczenia
- Brązowy Krzyż Zasługi (18 stycznia 1996)[6]
- Medal Uniwersytetu Gdańskiego (1990)[1]

## Nagrody i wyróżnienia
- 1970 – I nagroda na Ogólnopolskiej Wystawie Młodego Malarstwa, Rzeźby i Grafiki w BWA Sopot
- 1970 – wyróżnienie honorowe na Wystawie Okręgu Łódzkiego ZPAP (1970)
- 1971 – I nagroda na Festiwalu Młodego Malarstwa w Sopocie
- 1973 – dwa wyróżnienia honorowe w Ogólnopolskim Konkursie na Obraz Sztalugowy w Łodzi
- 1981 – Nagroda Rektora PWSSP w Gdańsku
- 1983 – Nagroda Ministra Kultury i Sztuki III stopnia
- 1985 – Rektora PWSSP w Gdańsku II stopnia
- 1986 – Rektora PWSSP w Gdańsku II stopnia
- 1986/1987 – Nagroda Rektora PWSSP w Gdańsku I stopnia za osiągnięcia w pracy pedagogicznej i artystycznej
- 1988 – Nagroda Rektora PWSSP w Gdańsku I stopnia za osiągnięcia w pracy pedagogicznej i artystycznej
- 2008 – „Statuetka Gryfa Pomorskiego” - nagroda artystyczna Marszałka Województwa Pomorskiego
- 2010 – Nagroda Prezydenta Miasta Gdańska w Dziedzinie Kultury za nieoceniony wkład w rozwój malarstwa architektonicznego, a w szczególności za renowację dekoracji kamienic Głównego Miasta[7]

Źródło:.